# Monumento a Vasil Levski (Sófia)

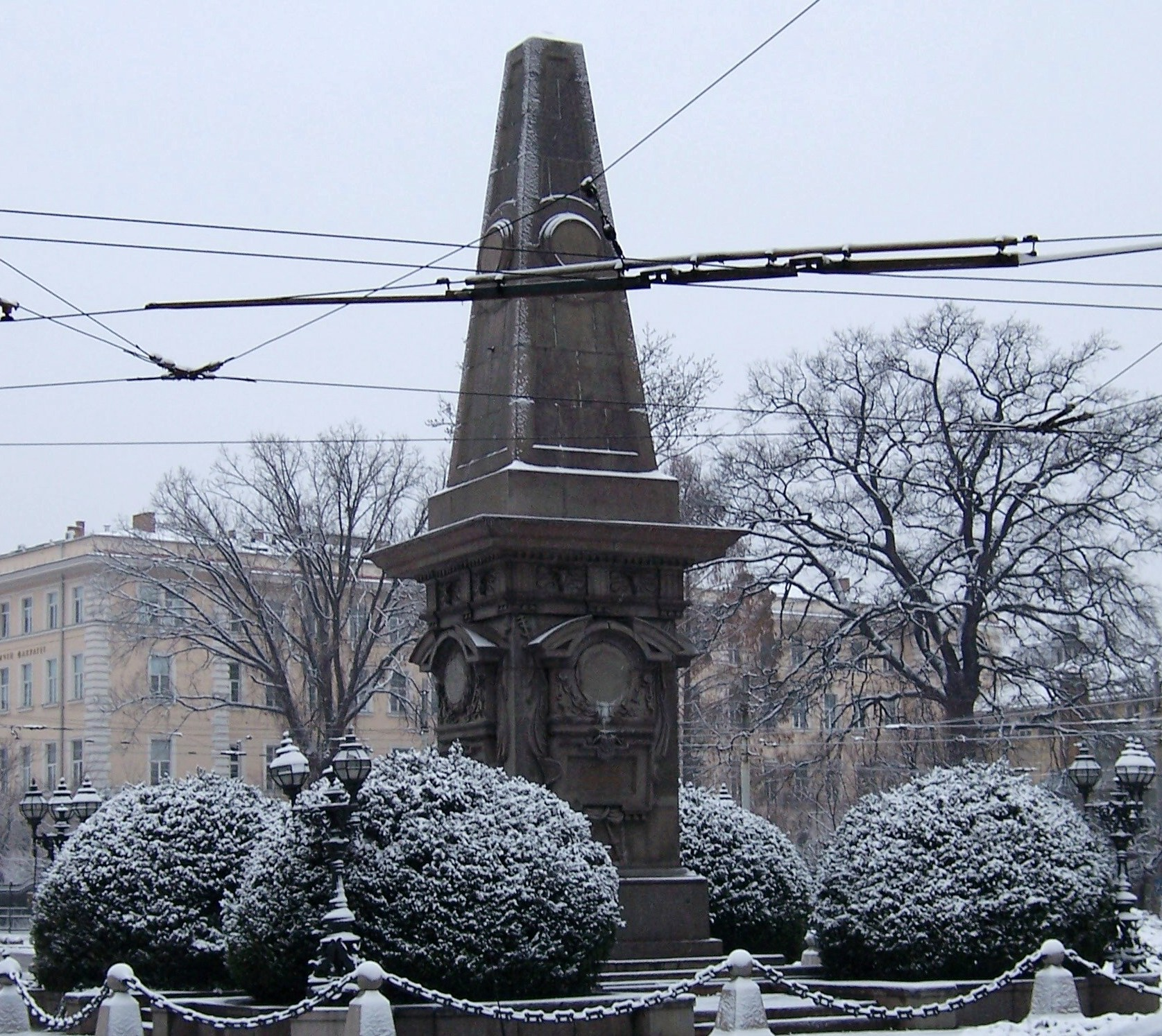
Monumento a Vasil Levski em Sófia, Bulgária

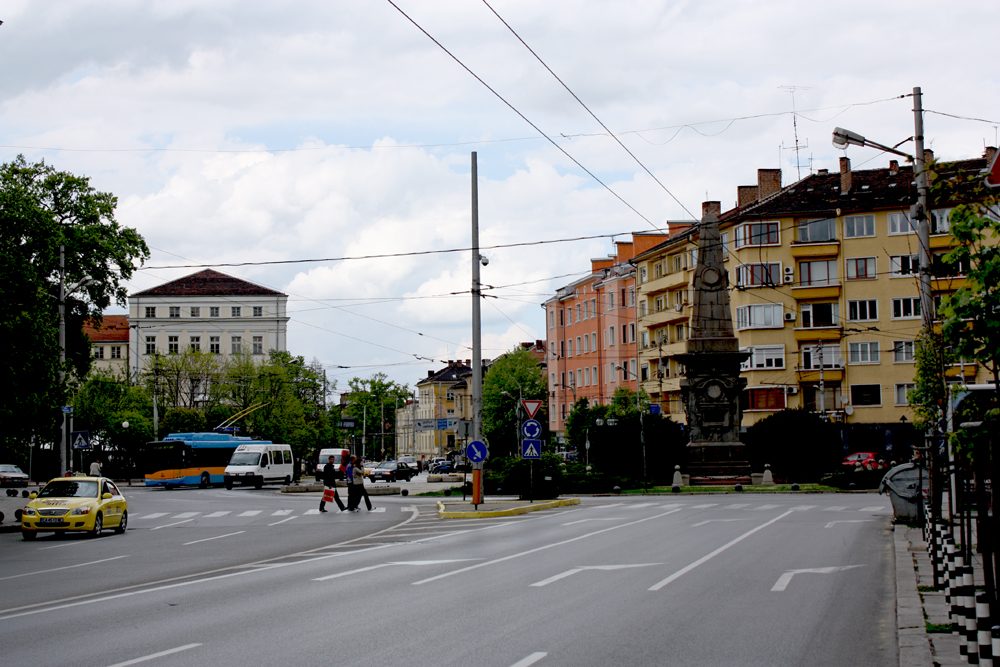
Boulevard Vasil Levski com o monumento

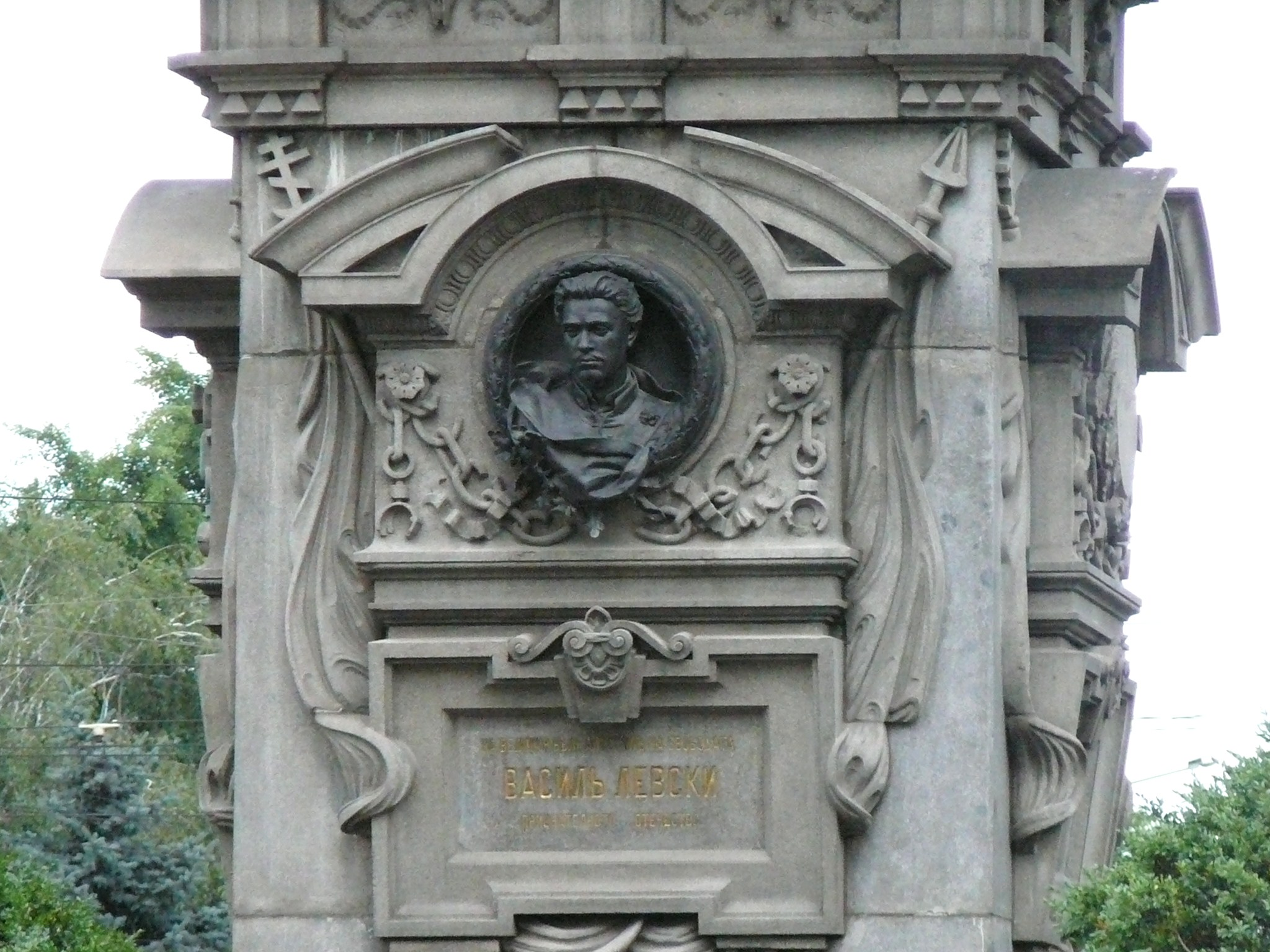
Pormenor do monumento a Vasil Levski em Sófia, Bulgária

O Monumento a Vasil Levski (em búlgaro:  Паметник на Васил Левски, Pametnik na Vasil Levski) no centro de Sófia, capital da Bulgária, é dos monumentos ao herói nacional Vasil Levski, tendo sido um dos primeiros a ser construído no então recém-libertado Principado da Bulgária. Comemora a execução do herói nacional búlgaro em 18 de fevereiro de 1873.
Foi inaugurado em 22 de outubro de 1895.